# LG webOS
webOS (com o "W" minúsculo, mas WebOS também é utilizado.), também conhecido como como LG webOS é um sistema operacional baseado em um núcleo Linux pertencente a LG Electronics. O sistema operacional é sucessor do Palm OS, devido a ser inicialmente desenvolvido pela Palm (e depois pela HP).

## História
O sistema webOS foi anunciado pela Palm em janeiro de 2009, inicialmente para telefones, com seu primeiro dispositivo sendo o Palm Pre, que foi lançado em junho do mesmo ano, mas, apesar das críticas positivas, não houve muito sucesso nas vendas, principalmente por se limitar apenas a 1 operadora (Sprint) não muito utilizada.
Não muito tempo depois, devido às complicações que a Palm estava passando na época, a empresa foi adquirida pela HP em abril de 2010. Em junho, após a aquisição, a HP anunciou que tinha interesse em expandir o ecossistema para outros dispositivos, como tablets, impressoras, computadores e notebooks, mas, no final, muitas promessas não tiveram sucesso ou não foram lançadas, fazendo com que a HP anunciasse a venda do desenvolvimento comercial de produtos (núcleo no qual se desenvolvia o webOS).
Em 2013, o sistema foi comprado pela LG Electronics com o objetivo de ser usado em smart TVs da empresa.

## Dispositivos

### Smartphones e tablets
Com o webOS da Palm e Hewlett-Packard:
- Palm Pre,[6] Palm Pre Plus,[7] Palm Pixi,[8] e Palm Pixi Plus[9] utilizam webOS versão 1.X.
- Palm Pre 2,[10] HP Pre 3,[11] e HP Veer[12] utilizam webOS versão 2.X
- HP TouchPad[13] utiliza webOS versão 3.0.

### Smart TVs
- Todas as smart TV da LG incluem o WebOS.